# Dasiops africus
Dasiops africus är en tvåvingeart som beskrevs av Mcalpine 1964. Dasiops africus ingår i släktet Dasiops och familjen stjärtflugor.
Artens utbredningsområde är Rwanda. Inga underarter finns listade i Catalogue of Life.